# Callianthe striata
Callianthe striata är en malvaväxtart som först beskrevs av G.F.Dicks. och John Lindley, och fick sitt nu gällande namn av Donnell. Callianthe striata ingår i släktet Callianthe och familjen malvaväxter. Inga underarter finns listade i Catalogue of Life.